# Andriy Yermak
Andriy Borissovytch Yermak, en ukrainien : Андрій Борисович Єрмак, né le 21 novembre 1971 à Kyiv est un producteur, juriste et homme politique ukrainien, à la tête de l'administration présidentielle d'Ukraine depuis le 11 février 2020. Il siège au conseil de défense et de sécurité nationale d'Ukraine, il préside également le secrétariat de coordination des affaires humanitaires et sociales (en).

## Biographie
Il fait ses études à l'Institut de relations internationales de l'université nationale Taras-Chevtchenko de Kiev en droit puis en relations internationales.
En 1997 il a fondé l'International Law Firm et entre 2006 et 2014, il est professeur de droit et aide le Parti des régions.

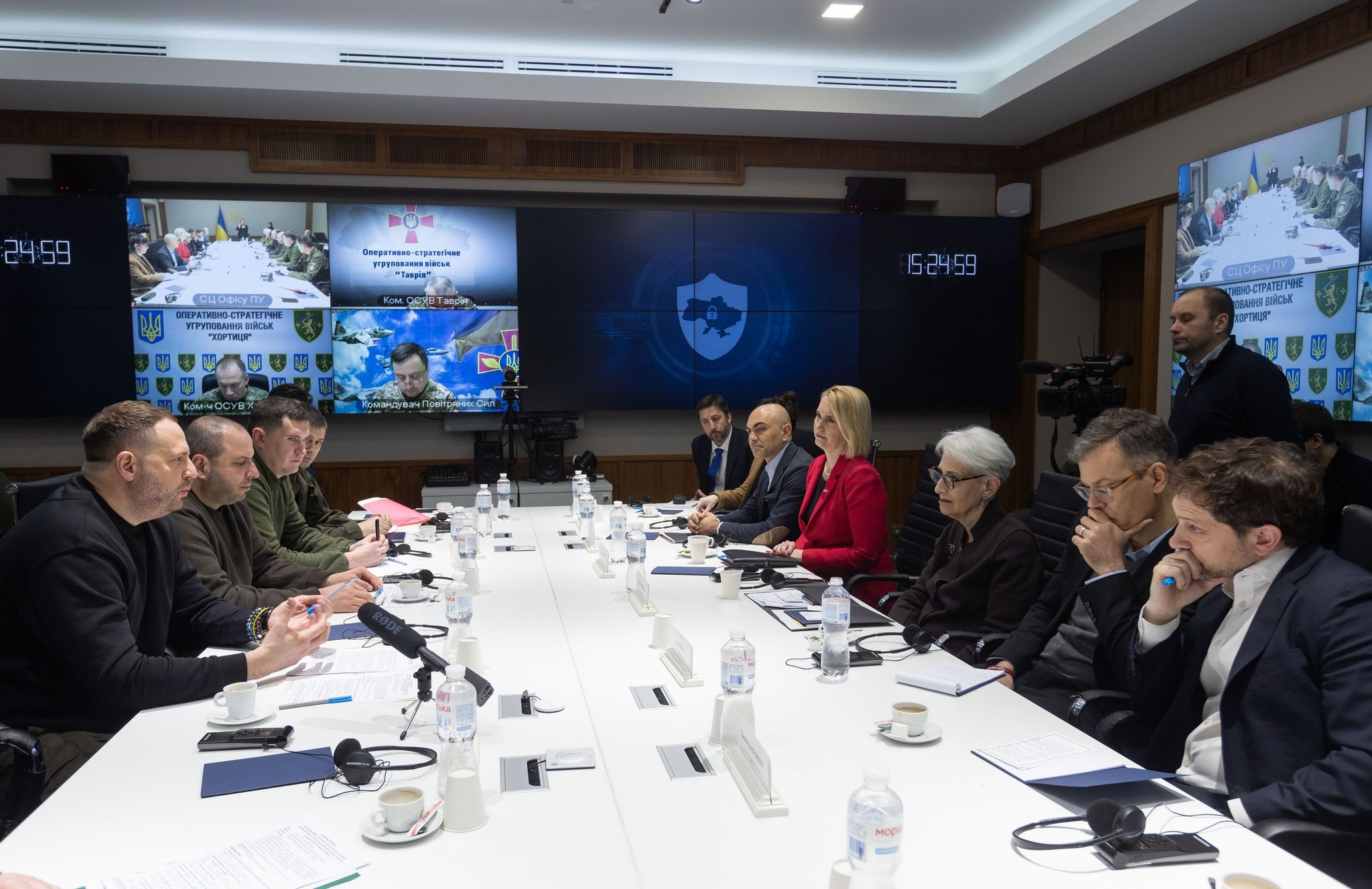
En 2023, avec une délégation officielle américaine.

Il fonde Garnet International Media Group en 2012 et produit des films comme The Line, Squat 32.
Il est l'actuel chef de cabinet de Volodymyr Zelensky en remplacement de Andryi Bohdan.